# 大湯温泉バスストップ

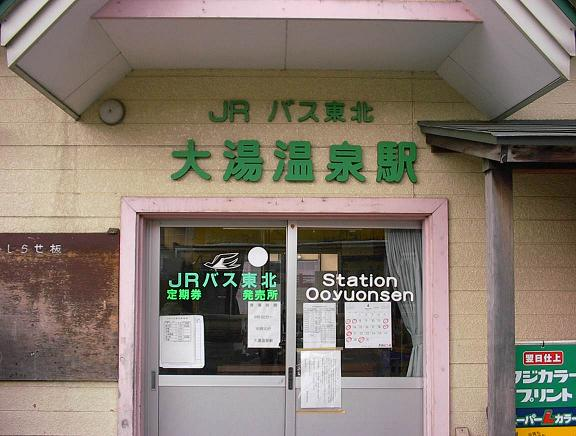
自動車駅時代の大湯温泉駅（2003年3月）

大湯温泉バスストップ（おおゆおんせんバスストップ）は秋田県鹿角市十和田大湯字上ノ湯の国道103号沿いにあるバス停留所。停留所名は大湯温泉（おおゆおんせん）である。かつてはJRバス東北の自動車駅「大湯温泉駅」があったが廃止された。
自動車駅の駅舎跡地は、JRバス東北盛岡支店の月極駐車場となっている。

## 停車路線
- 岩手県北バス
  - とわだこ号（盛岡 - 十和田湖線）
- 秋北バス
  - 十和田湖 - 花輪・八幡平線
  - 花輪 - 大湯線
- 十和田タクシー
  - 十和田南 - 大湯温泉・四ノ岱線

## 沿革
- 1935年：鉄道省営バス十和田南線毛馬内駅（現・十和田南駅） - 休屋（現・十和田湖駅）間開業により大湯温泉停留所を設置。同時に自動車駅として大湯温泉駅を開業。
- 1982年6月23日：高速バスとわだこ号が運行開始、大湯温泉にも停車する。
- 1988年3月5日：国鉄分割民営化によりジェイアールバス東北株式会社が設立。
- 1990年4月：駅舎を「JRハウス」としてリニューアル。
- 2001年：合理化により駅無人化の危機にあったが、鹿角市の第三セクター「レイク・サービス」により存続される（駅舎・土地はJRバスから鹿角市が借りる）。
- 2003年4月1日： JRバス十和田南線廃止。十和田タクシーによる廃止代替バスが運行開始。
- 2004年
  - 9月30日： 大湯温泉駅が廃止、駅舎を閉鎖。
  - 10月14日： 駅舎解体工事開始。

## 周辺
- 大湯温泉
- 大湯ホテル
- 大湯郵便局
- 道の駅おおゆ
- 鹿角市役所大湯支所
- 鹿角市立大湯小学校
- 黒森ユースホステル
- ホテル鹿角
- 後藤薬店
- スギモト